# Годфрид IV
Готфрид IV Гърбавия (на френски: Godefroid III le Bossu, на немски: Gottfried IV, Gibbosus, der Bucklige; * 1040; † 27 февруари 1076) от род Вигерихиди (Арденски дом), е херцог на Долна Лотарингия през 1069 – 1076 г.

## Живот
Син е на херцог Готфрид III Брадатия († 1069) и Дода († 1053).Готфрид IV последва баща си след неговата смърт.
Готфрид IV се жени по политически причини през 1069 г. за Матилда († 1115), графиня на Тусция, доведена дъщеря на баща му от Беатрис († 1076). Готфрид IV и Матилда имат само едно дете, Беатрис († 1071).
От 1071 г. двойката живее разделено. В спора за инвеститура Матилда е на страната на папа Григорий VII, a Готфрид на страната на крал Хайнрих IV.
На 27 февруари 1076 г. Готфрид е убит във Влаардинген, докато ходи понужда, по нареждане на граф Роберт I от Фландрия, понеже Готфрид планувал поход против Роберт I. Той е погребан в катедралата на Вердюн.
Готфрид IV е определил за свой наследник племенника си Годфроа дьо Буйон. Хайнрих IV поставя обаче за херцог своя по-малък син Конрад II и граф Алберт III от Намюр като vicedux (вицехерцог) и регент. Годфроа дьо Буйон може да поеме наследството си едва през 1088 г.